# Tour Locatelli
La tour Locatelli (en italien : Torre Locatelli) est un bâtiment de Milan en Italie.

## Histoire
Les travaux de construction du bâtiment, conçu par l'architecte italien Mario Bacciocchi (it), commencent en 1936 et sont achevés en 1939.

## Description
La tour, située au coin entre la piazza della Repubblica et la via Vittor Pisani face à la tour Breda, a une hauteur de 67 mètres.